# Имплантация
Имплантация (нидация) се нарича процесът на внедряване на делящия се зародиш (бластoциста) в стената на матката, която се нарича ендометриум и tunica mucosa.

## Начало и край на имплантацията
Имплантацията започва на шестия или седмия ден след оплождането. Като процесът продължава около 40 часа. Извършва се по време на секреционната фаза от менструалния цикъл.

## Същност на имплантацията

### Премахване на блестяща зона
Докато все още се намира в маточните тръби зародишът притежава zona pellucida. Тя не позволява преждевременно имплантиране в тях (извънматочна бременност). Но за да се имплантира в ендометриума, зародишът първо трябва да се освободи от zonna pellucida, тъй като тя пречи на имплантацията. За това към петия ден след оплождането тя бива разградена от под действието на лизозомални ензими (протеази).

### Слоеве преди импантацията
До започването на имплантацията зародишът се състои от два слоя клетки:
- Ембриобласт – вътрешен, от който впоследствие ще се развие зародишът.
- Трофобласт – външен, като обгражда ембриобласта. От трофобласта впоследствие ще се развият мембраните на плацентата.

### Стадии на импланатицята
Разделя се на адхезия (прилепване) и инвазия (проникване)

### Адхезия (прилепване)
Зародишът се прикрепя за ендометриума с ембрионалния си край (този край в който се намира ембриобласта). Прикрепването става чрез трофобластът, който след прикрепянето дава началото на два клетъчни слоя:
- Цитотрофобласт – (вътрешен), който е изграден от отделни клетки и
- Синцитиотрофобласт – (външен), при който между клетъчните ядра няма граници и представлява синцитиум.

### Инвазия (проникване)
По време на инвазията синцитиотрофобластът продуцирапротеолитични ензими, които разрушават ендометриума. Също така трофобластът формира власинки, които потъват и също подпомагат разграждането на ендометриума. Последователно се разгражда епителът, след това подлежащата съединителна тъкан и стената на съдовете. Образува се имплантационна ямка, в която се излива кръв. От тази майчина кръв зародишът получава хранителни вещества и кислород в продължение на две седмици (хематотрофно хранене), а след това храненето става от хистиотрофен тип. 

## Секретирани вещества
Човешки хорион-гонадотропен хормон (ЧХГ) се секретира от синцитиотрофобластът. Той навлиза в майчината кръв от където може да бъде регистрират при тест за бременност. ЧХТ предпазва от дегенерация жълтото тяло и го стимулира към секреция на прогестерон.

### Децидуална реакция
Секретираният от жълтото тяло прогестерон кара някои съединително тъканни клетки от хлабавата съединителна тъкан на матката да диференцират в метаболитно активни секреторни клетки наречени децидуални клетки. Процесът се нарича децидуална реакция. Смята се че децидуалните клетки отделят растежни фактори подпомагащи растежа на зародиша.

## Образуване на хорион
Клетките на трофобласта образуват собствено кръвоснабдяване и се превръщат в хориална обвивка – хорион. Той запазват двуслойния си ред като:
- Обърнатите към маточната стена клетки образуват власинки и формират слоя chorion frondosum;
- Обърнатите към зародиша, остават без власинки  и образуват слоя chorion laeve.

## In vitro
При оплождане in vitro се вземат преовулаторни овоцити от яйчника на жената, осъществява се оплождане in vitro и след това зародишът се пренася в матката за да се осъществи имплантациия. Това става когато той се достигне стадий от 8 или 16 бластомера.